# Hostienfrevel

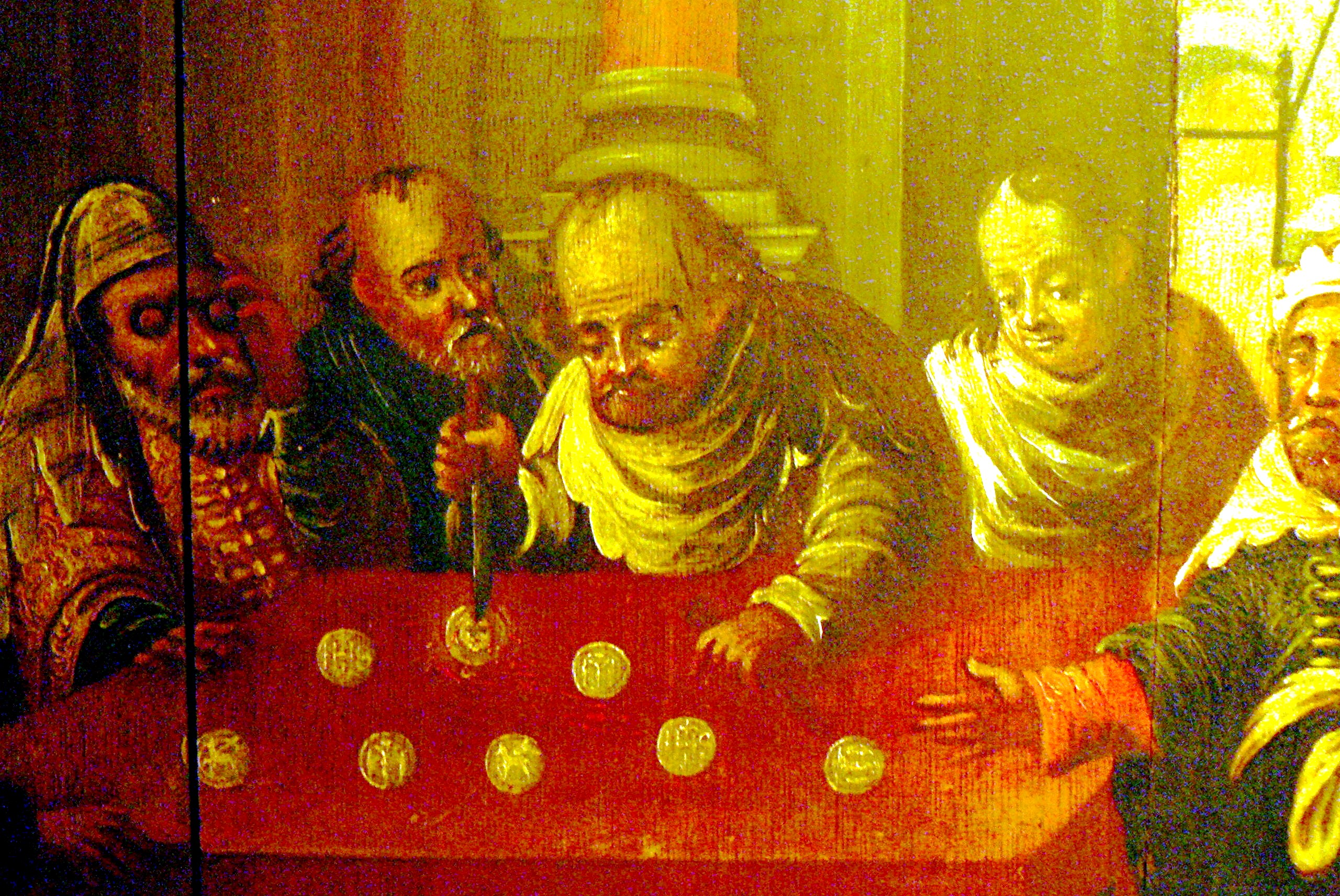
Darstellung eines fiktiven Hostienfrevels (Detail): Ein Jude sticht mit einem Dolch in eine Hostie mit der Prägung des Antlitzes Jesu Christi ein, die Blut verliert. Daneben Hostien mit anderen Christussymbolen, darunter das Nomen sacrum und das Lamm Gottes – Oberhausmuseum Passau, 1477

Als Hostienfrevel oder Hostienschändung bezeichnete die römisch-katholische Kirche zwischen dem 13. und 16. Jahrhundert den angeblichen Missbrauch von konsekrierten Hostien. Den Beschuldigten, meist Juden, manchmal auch der Hexerei bezichtigte Personen, wurde unterstellt, sich geweihte Hostien beschafft und diese zerschnitten oder anderweitig geschändet zu haben, um die Marter der Kreuzigung Jesu zum Hohn nachzuvollziehen. Entsprechend stereotyp formulierte Vorwürfe führten zu Prozessen mit vorbestimmtem Ausgang. Die Beschuldigten wurden nach einem durch peinliche Befragung erpressten Geständnis meist zur Hinrichtung verurteilt und auf dem Scheiterhaufen verbrannt. Infolge derartiger Hostienschänderprozesse wurden oft alle ansässigen Juden enteignet und aus Städten und ganzen Regionen vertrieben.
Hinter dem Vorwurf eines solchen Hostienfrevels stand Antijudaismus. Die Legenden eines im Judentum angelegten, zwanghaften und antichristlichen jüdischen Hostienfrevels standen wie die zuvor aufgekommenen Ritualmordlegenden im Zusammenhang mit dem antijudaistischen Gottesmordvorwurf, der sich seit dem 2. Jahrhundert im Christentum verbreitet hatte.
Nach der 1215 dogmatisierten Lehre von der Transsubstantiation wandeln sich bei der Heiligen Messe die eucharistischen Gestalten von Brot und Wein in den Leib und das Blut Jesu Christi. Daher gilt die Verunehrung oder das Wegwerfen der eucharistischen Gestalten nach kirchlichem Recht als Sakrileg. Das kanonische Recht spricht nicht von Hostienfrevel und Hostienschändung. Es stellt jedoch ausdrücklich fest, dass jene Gläubigen, die die eucharistischen Gestalten wegwerfen oder in sakrilegischer Absicht entwenden oder behalten, sich die Tatstrafe der Exkommunikation zuziehen. Ein Kleriker kann zudem aus dem Klerus entlassen werden.

## Entstehung
Die von einigen Kirchenvätern ausformulierte Theorie vom Gottesmord lastete allen Juden an, Jesus Christus böswillig ermordet zu haben, so dass Gott ihre Nachkommen dafür für alle Zeiten verflucht habe. Dabei beriefen sie sich auf Aussagen des Neuen Testaments wie Mt 27,25  (siehe Antijudaismus im Neuen Testament).
Seit dem 4. Jahrhundert behaupteten christliche Legenden, Juden versuchten, Christusbilder zu schmähen und zu verletzen. So beschrieb eine Athanasius von Alexandria († 373) zugeschriebene Predigt um 380, wie Juden in Berytos (Beirut) an einem Christusbild die Marterung und Kreuzigung Jesu nachvollzogen hätten. Das Bild habe zu bluten begonnen und Wunder gewirkt, was die jüdischen Augenzeugen zur Taufe bewogen habe.
Dieser angebliche Bilderfrevel sollte anfangs weniger das Judentum herabsetzen als die Christen in ihrem Glauben an die Heilkraft christlicher Ikonen und anderer sakraler Gegenstände bestärken. Er wurde gelegentlich auch anderen als Glaubensfeinden definierten Personen, auch „schlechten“ Christen selber, nachgesagt. Die Rolle der schließlich bekehrten Juden bestand hier darin, die Macht des im Bild gegenwärtig wirkenden Christus zu veranschaulichen. Der Verdacht, dass sie christliche Bilder und Symbole misshandeln könnten, entstand nicht aus einer konkreten Kenntnis ihrer Religion, sondern aus dem Glauben an die Überlegenheit des Christentums, besonders nachdem dieses römische Staatsreligion geworden war. So verbot der römische Kaiser Theodosius II. den Juden – neben erheblichen Benachteiligungen ihrer Religionsausübung – 408, am Purimfest ein Kruzifix zu verbrennen. Dieser angebliche jüdische Brauch ist sonst nirgends bezeugt.
Gregor von Tours († 594) erzählte von einem Juden, der in der Kirche ein Christusbild verletzt und dieses dann mit zu sich nachhause genommen habe. Die Wunde des abgebildeten Christus habe jedoch zu bluten begonnen, die Blutspur habe den Täter verraten, so dass dieser sein Verbrechen mit dem Leben habe bezahlen müssen. Hier wurde die frühere Zielaussage der Bekehrung bereits in die Bestrafung des „Frevlers“ gewandelt.
Im Frühmittelalter entstanden erste Legenden über Hostienmissbrauch von Juden: Paschasius Radbertus († um 860) erzählte von einem Juden, der am Messopfer des Heiligen Syrus teilgenommen und die geweihte Hostie empfangen habe. Seine sofort einsetzenden entsetzlichen Schmerzen habe nur der Heilige beenden können, worauf der Jude sich habe taufen lassen. Diese Geschichte wandelte Gezo von Tortona gegen Ende des 10. Jahrhunderts ab: Syrus habe den Leib des Herrn im Munde des Juden ergriffen und so seine Heilung bewirkt. Ähnliche Legenden tauchten vermehrt im Zusammenhang mit dem Abendmahlsstreit im 11. Jahrhundert auf. Auch dabei spielten Juden jedoch nicht immer die Hauptrolle: Sie dienten meist nur dazu, das Wunder der Realpräsenz Jesu im Altarsakrament zu bekräftigen.

## Entfaltung im Hochmittelalter
Die dem Athanasios zugeschriebene Legende fand im Hochmittelalter weite Verbreitung und wurde nun vielfach ausgeschmückt. Die Weltchronik des Sigebert von Gembloux († 1112) verlegte sie in das Jahr 765. Nach einem Lanzenstich (vgl. Joh 19,34 ) sei Blut aus dem Bild geflossen, das die Juden aufgefangen und in die Synagoge getragen hätten. Dort habe es seine Heilkraft bewiesen, worauf die Übeltäter sich hätten taufen lassen. – Hier erschienen Juden als Gruppe, und die Darstellung bezog ihren Gottesdienst ein.
Der älteste „Fall“ eines angeblichen Hostienfrevels, den viele damalige Chroniken verzeichneten, wurde 1290 aus Paris berichtet. Johannes von Tilrode († 1298) z. B. schrieb in seinem Chronicon, ein Pariser Jude habe von einer christlichen Magd für 10 Pfund Silber eine geweihte Hostie gekauft. Die versammelte Judengemeinde habe diese dann mit Messern, Stiletten und Nägeln traktiert, aber nicht zerstören können. Erst das größte Messer habe die Hostie in drei Stücke zu teilen vermocht. Dabei sei Blut ausgeflossen. Zuletzt habe man die Stücke in siedendes Wasser geworfen, worauf dieses sich in Blut und die Hostienstücke in ein ganzes Stück Fleisch verwandelt hätten. Dieses Wunder habe viele der Augenzeugen zum christlichen Glauben gebracht, so auch den Verfasser des Berichts.
Diese Legende wurde nicht in Frankreich, aber im deutschen Sprachraum rasch weit verbreitet und vielfach abgewandelt. Nach einer Version entschwebte die Hostie zuletzt unzerteilt, wobei das Abbild des Gekreuzigten erschien. In anderen Berichten sollte sie verbrannt werden, wobei Engel oder das Jesuskind erschienen seien. Alle späteren Varianten ähnelten jedoch strukturell ihrem Vorbild: Sie beschuldigten fast nur Juden, dass sie eine heimlich gestohlene oder gekaufte Hostie kollektiv gemartert und zu zerstören versucht hätten.
Dies sollte zunächst den nachlassenden Glauben an die Segens- und Heilkraft der Hostie bei Christen stärken, indem auf angebliche Bekehrungen von Juden verwiesen wurde. Zugleich nahmen die Christen an, dass Juden einen angeborenen Hang zum „Gottesmord“ hätten: Die zum Foltern der Hostie benutzten Werkzeuge bildeten die sogenannten Leidenswerkzeuge nach. Auch der Zerteilungsversuch stellte den jüdischen Angriff auf die christliche Trinitätslehre dar. Das griff den längst etablierten Christusmordvorwurf auf und unterstellte der gesamten gegenwärtigen Generation der Juden, Christi Passion fortsetzen und seine Ermordung wiederholen zu wollen. Alle Juden galten nun als potentielle religiöse Kriminelle; die einzige Lösung sahen die Tradenten in ihrer Konversion zum Christentum.
Historiker deuten dieses damals neu erfundene religiöse Vergehen deshalb als enge Variante und Folgerung aus der antijudaistischen Ritualmordlegende:

„Hinter dem gegen Juden erhobenen Vorwurf der Hostienschändung stand das christliche Bedürfnis, die Ketzer möchten das Wunder anerkennen, das vielen Christen unglaubwürdig schien. Der Vorwurf des Hostienfrevels ist in gewisser Weise eine Erweiterung der Ritualmordlüge: Wenn die Hostie der Leib Christi ist, braucht der ‚böse Jude’ keinen leibhaftigen Christen mehr, um einen Ritualmord zu vollziehen, es genügt, wenn er die Hostie durchsticht oder in kochendes Wasser wirft.“

Ab 1298 dienten solche Legenden nur noch zur Rechtfertigung von Judenpogromen. Damals behauptete der verarmte Ritter Rintfleisch eine Hostienschändung im fränkischen Röttingen, was gleichlautende Vorwürfe u. a. in Iphofen, Lauda, Weikersheim, Möckmühl und Würzburg auslöste. Rintfleisch sah sich durch eine persönliche Botschaft vom Himmel zum Vernichter aller Juden ernannt und zog ein halbes Jahr lang mit einer Bande von Totschlägern durch über 140 fränkische und schwäbische Ortschaften. Sie vergewaltigten, folterten und verbrannten bis zu 5000 Juden und Jüdinnen und töteten deren Kinder. Nur die Bürger von Augsburg und Regensburg schützten ihre jüdischen Einwohner. Auch konnte ein Anteil der Verfolgten nach Polen-Litauen fliehen.
Eine weitere Verfolgungswelle erfolgte zwischen 1336 und 1338. Damals fanden sich verarmte Bauern und umherziehende Räuberbanden unter der Führung des Raubritters „König Armleder“ zur „Armledererhebung“ zusammen. Sie nannten sich „Judenschläger“ und rotteten etwa 60 jüdische Gemeinden im Elsass, in Schwaben, Hessen, an der Mosel, Böhmen und Niederösterreich aus.

## Das Beispiel Deggendorf
1337 wurde auch die jüdische Gemeinde von Deggendorf in Niederbayern vernichtet. Dort sollten Juden angeblich gemarterte Hostien in einen Brunnen geworfen haben. Dazu schrieb ein anonymer Mönch 1390:

„In diesem Jahr [1337] wurde der Leib des Herrn, den die Juden gemartert haben, in Deggendorf gefunden, und sie wurden deswegen im Jahre 1338 verbrannt.“

Der tatsächliche Grund war möglicherweise die Beseitigung von Schuldbriefen. Der Ort wurde daraufhin Ziel einer Wallfahrt, der Deggendorfer Gnad. Die 1360 geweihte Grabkirche von Deggendorf trägt die Bauinschrift: Do bart Gotes Laichenam funden.
Die Legende vom Deggendorfer Hostienfrevel wurde jahrhundertelang weiter tradiert: Der 1390 erhobene Hostienfrevelvorwurf wurde in zahlreichen populären Traktaten immer wieder erneuert. Altarbilder von 1725 zeigen, was ihre Unterschriften aussagen. Das 1776 in Deggendorf erschienene Gebets- und Andachtsbuch trug den Titel: „Das obsiegende Glaubens-Wunder des ganz christlichen Chur-Landes Bayern. Will sagen: Unlaugbarer Bericht der … Gegenwart des angemenschten göttlichen Sohnes … in 10 kleinen … Hostien, welche im Jahre … 1337 in der Stadt Deggendorf, von den … Juden … mißhandelt … “. Holzschnitte von 1776 zeigten den vermeintlichen Hostienfrevel in allen Details. Bühnenstücke führten ihn auf, so 1800 in Regen im Bayerischen Wald. Die Deggendorfer Grabkirche blieb bis 1992 Wallfahrtsziel.

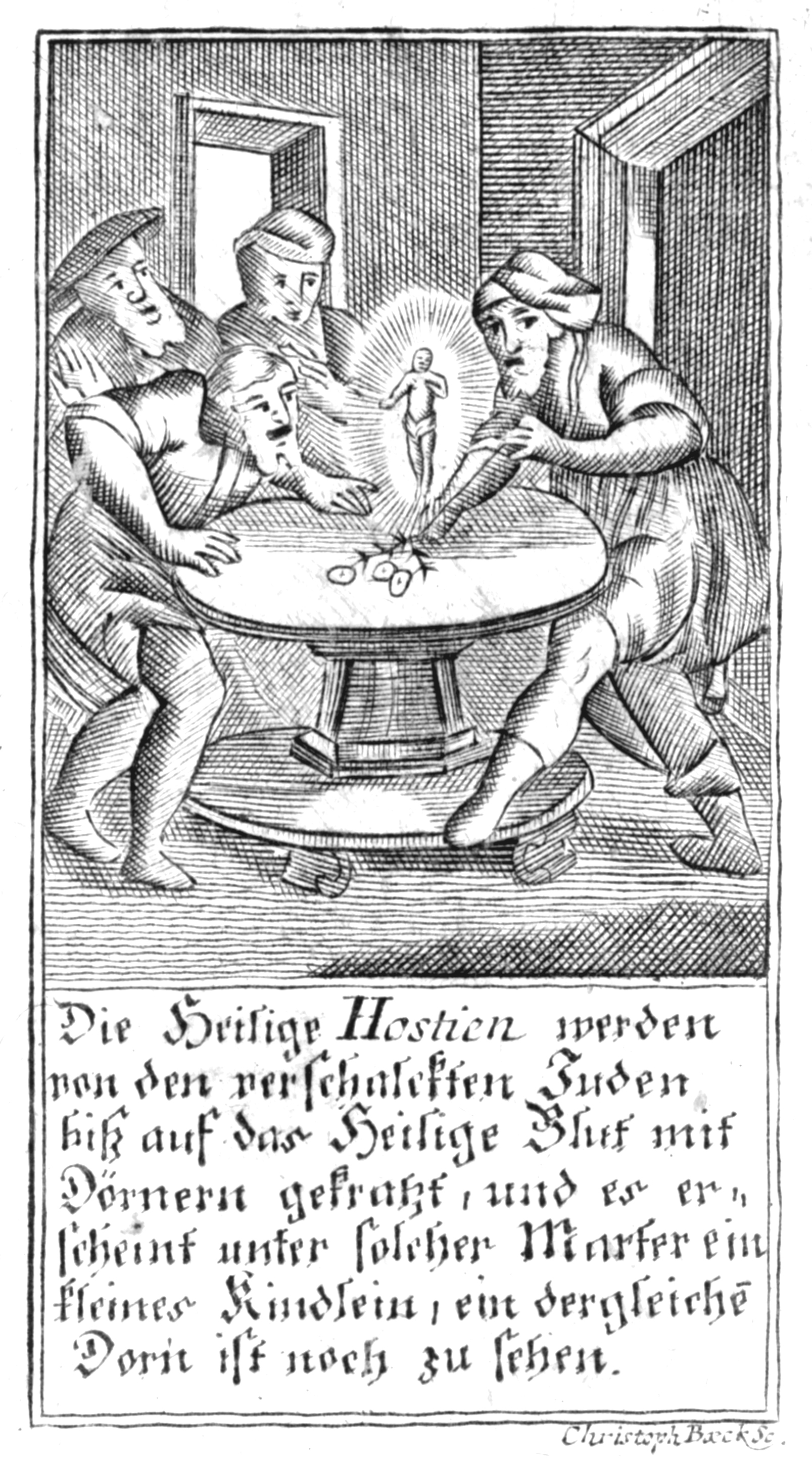
Die Heiligen Hostien werden / von den verschalekten Juden / biß auf das Heilige Blut mit / Dörnern gekratzt, und es er= / scheint unter solcher Marter ein / kleines Kindlein, ein dergleiche / Dorn ist noch zu sehen.
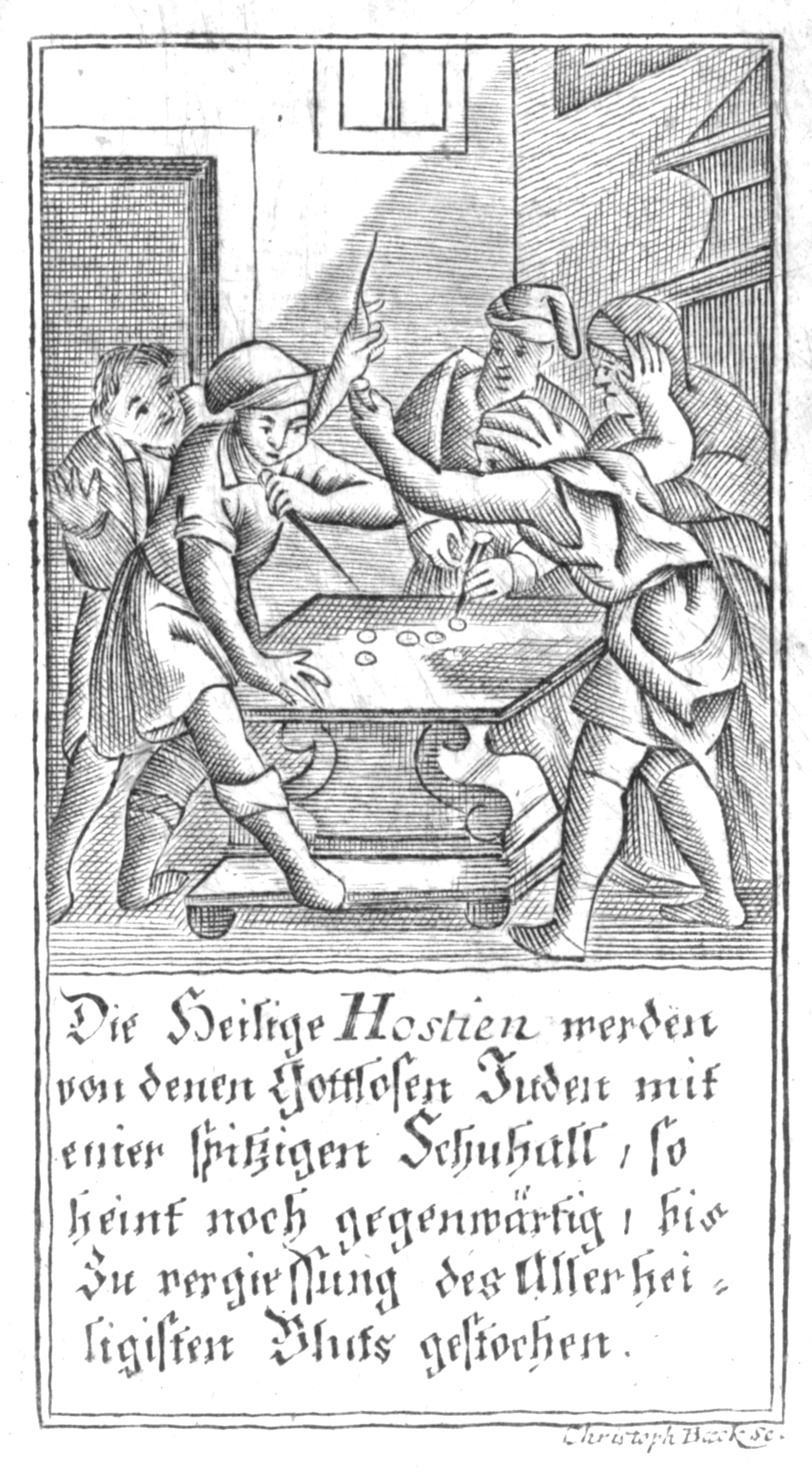
Die Heilige Hostien werden / von denen Gottlosen Juden mit / einer spitzigen Schuhall, so / heint noch gegenwärtig, / bis zu Vergiessung des Allerhei= / ligsten Bluts gestochen.
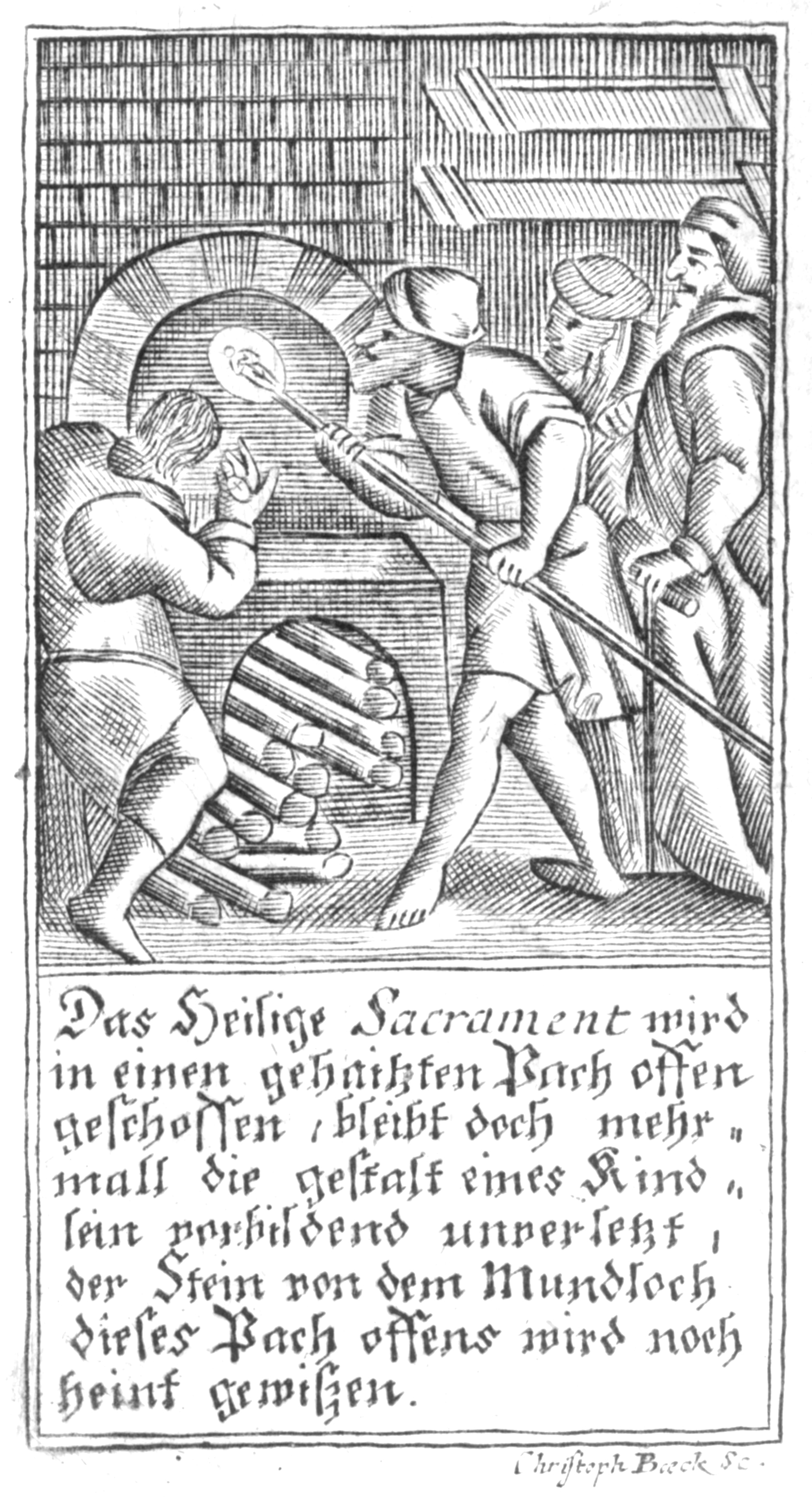
Das Heilige Sacrament wird / in einem gehaitzten Bachoffen geschossen, / bleibt doch mehr= / mall die gestalt eines Kind= / lein vorbildend unverletzt, / der Stein von dem Mundloch / dieses Bachoffens wird noch / heint gewißen.
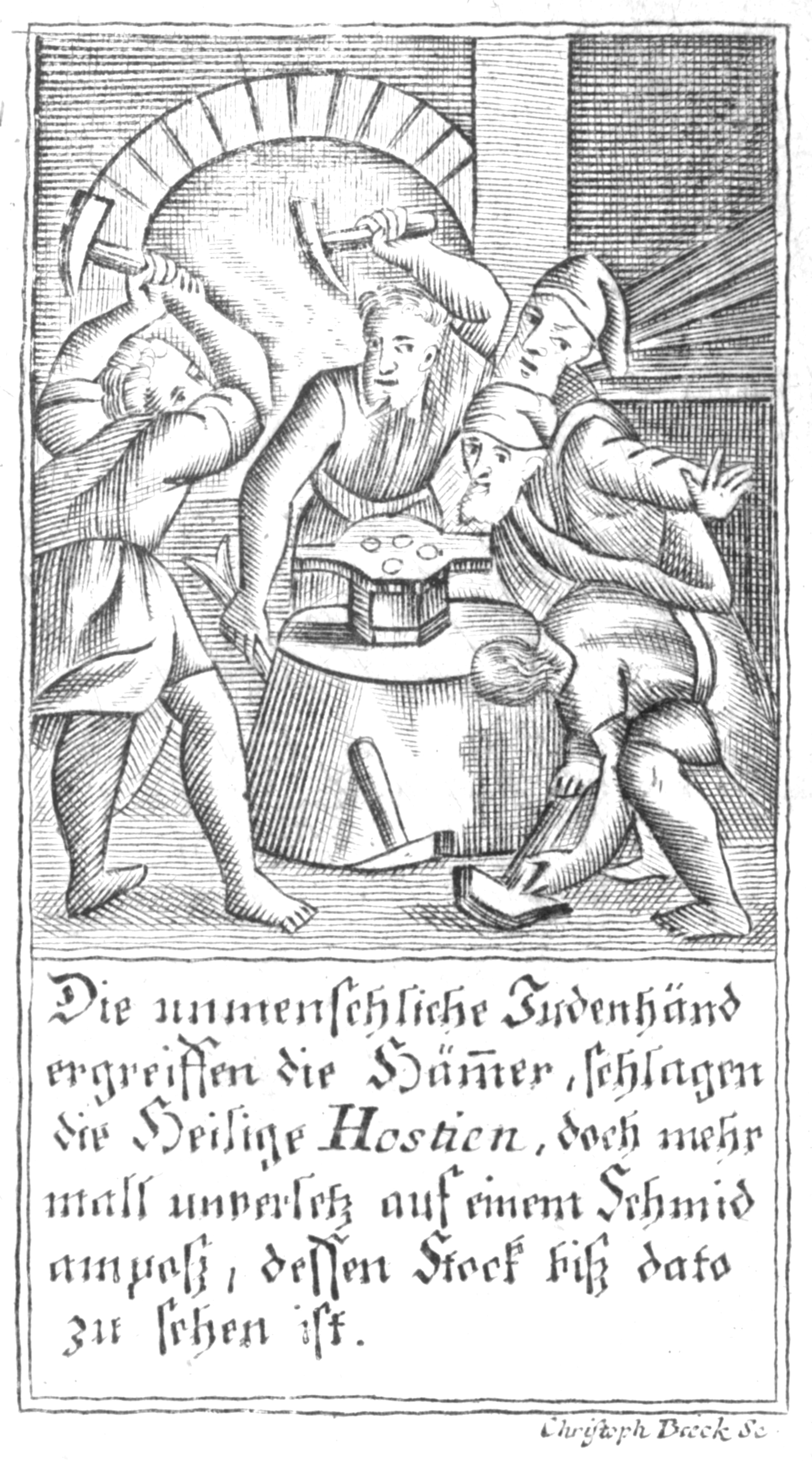
Die unmenschliche Judenhänd / ergreiffen die Hämer, schlagen / die Heilige Hostien, doch mehr / mall unverletz auf einem Schmid / amboß, dessen Stock biß dato / zu sehen ist.
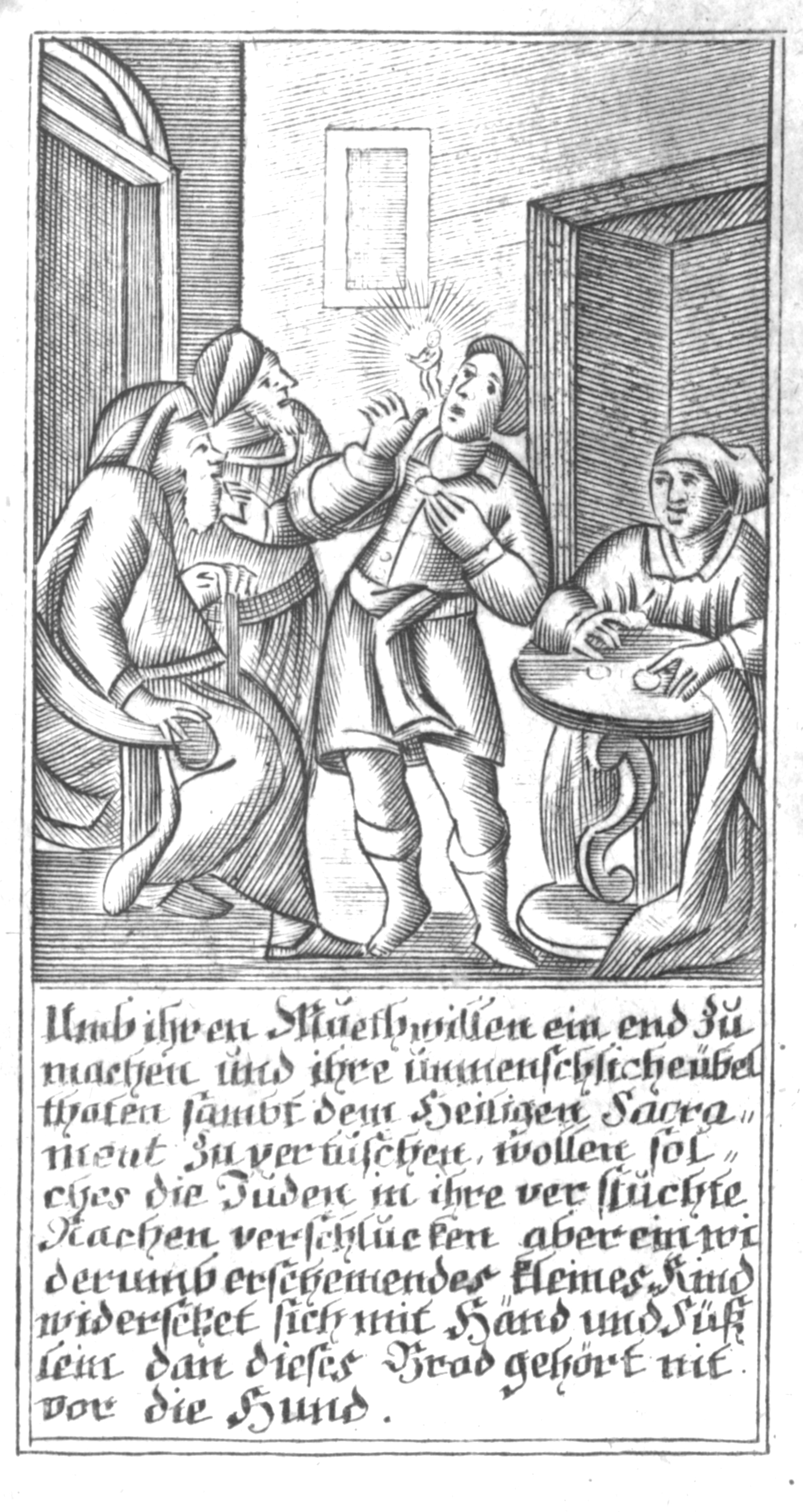
Umb ihren Muethwillen ein end zu / machen und ihre unmenschliche übel / thaten sambt dem Heiligen Sacra= / ment zu vertuschen, wollen sol= / ches die Juden in ihre verflucht / Rachen verschlucken aber ein wi / derumb erscheinendes kleines Kind widersetzt sich mit Händ und Füß / lein dan dieses Brod gehört nit / vor die Hund.
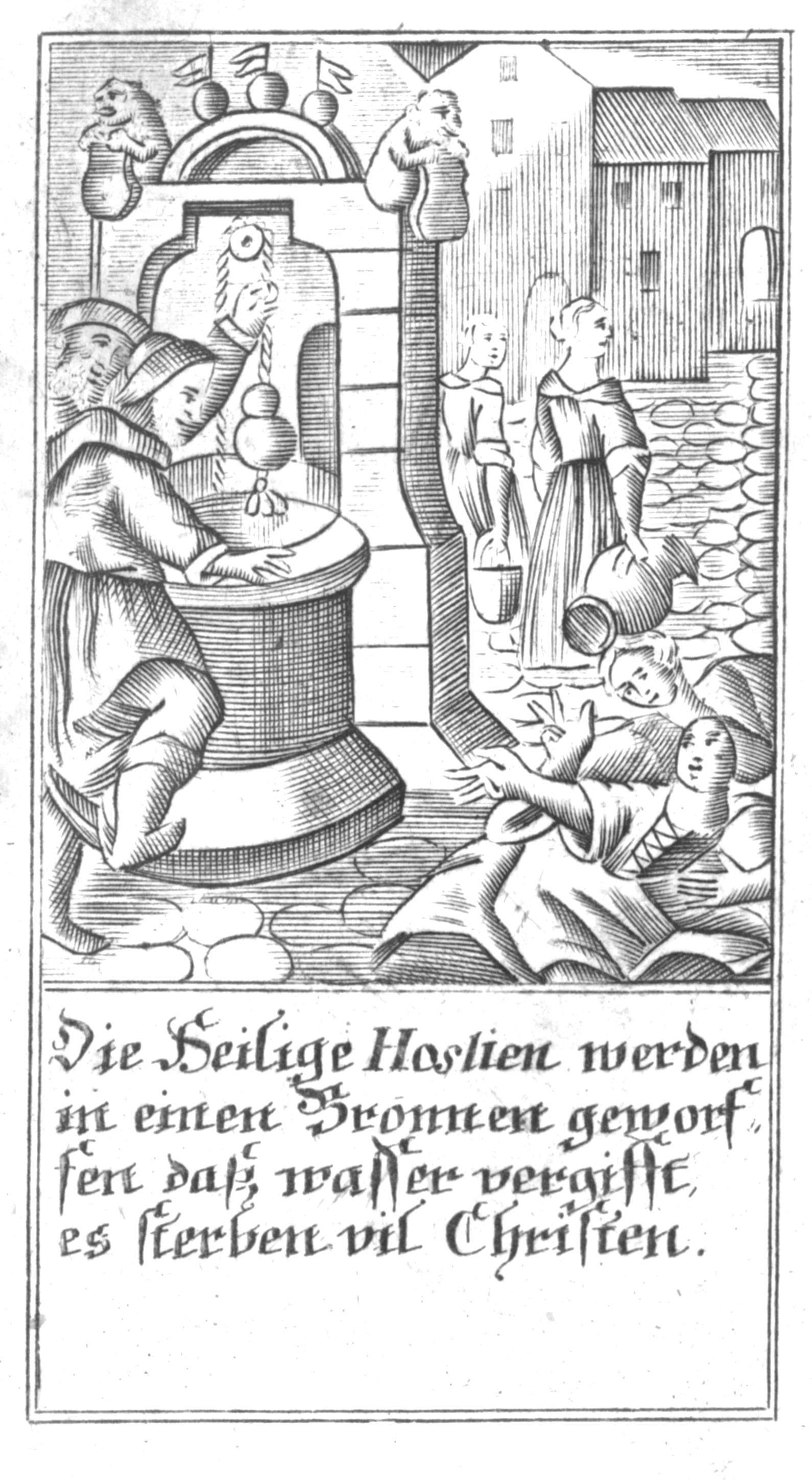
Die Heilige Hostien werden / in einen Bronnen geworf= / fen dass wasser vergifft, / es sterben vil Christen.

## Verbreitung
Alle späteren Legenden eines Hostienraubs folgten dem Muster der Deggendorfer Legende. In ihren Detailschilderungen spiegeln sich die Foltermethoden der kirchlichen und weltlichen Behörden, so der Inquisition. Wo vom versuchten Verbrennen der Hostie die Rede war, wurde der Scheiterhaufen für die Juden auf diese selbst projiziert. Die durchweg fingierten Vorwürfe sollten oft eine Enteignung örtlicher Judengemeinden und einen Hostienkult begründen, um dem Ort zu Einnahmen durch Wallfahrer zu verhelfen. Dazu baute man an den Plätzen der vermeintlichen Freveltaten Kapellen oder Kirchengebäude, oft direkt über zuvor niedergebrannten Synagogen. Darin wurden „Bluthostien“ ausgestellt.
In Klosterneuburg hatte ein Priester schon 1298 – im Jahr der Pariser Erstlegende – eine „blutende“ Hostie als Beweisstück eines angeblichen Hostienfrevels von Juden selbst hergestellt. Dies wies ihm eine vom Papst entsandte bischöfliche Untersuchungskommission nach. Auch in Pulkau sollte 1338 nach Deggendorfer Vorbild eine „Bluthostie“ ausgestellt werden. Vor deren Verehrung warnte Papst Benedikt XII. den König Albrecht von Österreich. Von einer weiteren gefälschten Anschuldigung berichtet sogar die sonst sehr unkritische, um 1345 verfasste Chronik des Johannes von Winterthur: Eine Christin aus Ehingen habe um 1330 konsekrierte Hostien gestohlen, um damit Zauberei zu treiben. Sofort wurden die Juden des Ortes dieses Diebstahls verdächtigt; 80 von ihnen seien unschuldig hingerichtet worden.

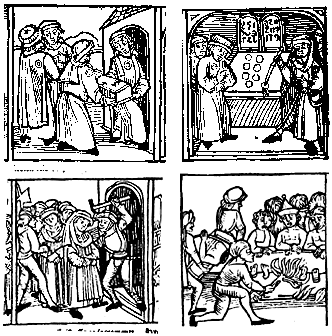
Antijudaistischer Holzschnitt von 1478 mit der Bildfolge eines angeblichen Hostienfrevels durch Passauer Juden:
Links oben: Juden (mit dem gelben Fleck) tragen eine Schachtel mit Hostien in die Synagoge
Rechts oben: Ein Jude sticht in die Hostie, Blut fließt heraus
Links unten: Die Juden werden festgenommen
Rechts unten: Die Juden werden verbrannt.

Der päpstliche Gesandte Nikolaus von Kues bemühte sich 1450 auf seiner Legationsreise darum, diesen Hostienkult vollständig zu unterbinden. Doch gerade in der zweiten Hälfte des 15. Jahrhunderts nahmen die Anklagen wegen Hostienfrevels enorm zu: 1477 wurde in Passau dem Christen Christoph Eysengreißheimer vorgeworfen, er habe den jüdischen Feinden des Heilands acht gestohlene Hostien verkauft, die diese dann gemartert hätten. Die Angeklagten wurden inhaftiert, gefoltert und nach Geständnissen teils enthauptet, sofern sie sich vorher taufen ließen, teils mit glühenden Zangen zerfleischt und verbrannt. Aus dem Material der Synagoge ließ Fürstbischof Ulrich von Nußdorf die Sühnekirche St. Salvator erbauen. Der Versuch, einen Kult zu etablieren, fand hier jedoch weit weniger Anklang, da der benachbarte Deggendorfer Kult für die Pilger attraktiver blieb.
Weitere Hostienfrevelvorwürfe gab es in:
- Enns (vor 1420): Die Mesnerin der St. Laurenzkirche wurde beschuldigt, dem Ennser Juden Israel (Isserlein) und seiner Frau mehrere Hostien übergeben haben. Der Vorfall soll zwar bereits etliche Jahre zuvor stattgefunden haben, aufgekommen dürfte ein politisch relevanter Vorwurf allerdings erst während der Diözesansynode des Bistums Passau im November 1420 in der St. Laurenzkirche in Enns. Das Bistum war von Papst Martin V. erst im Mai 1420 unter Berufung auf die angebliche Stellung der St. Laurenzkirche als ehemaligen Bistumssitz aus dem Metropolitanverband Salzburg entlassen worden. Herzog Albrecht V. hatte bereits am 23. Mai 1420 alle österreichischen Juden inhaftieren lassen und verschiedene Maßnahmen gegen sie durchgeführt. Nachdem Papst Martin V. zur Jahreswende 1420/21 scharf gegen Zwangstaufen protestiert hatte, kam es in der Folge zu einer Untersuchung, die zur Verhaftung und einem entsprechenden Geständnis der Ennser Mesnerin führte. Am 12. März 1421 ließ Herzog Albrecht das Todesurteil über die verbliebenen Juden verkünden. Am 16. April 1421 wurde die in den angeblichen Hostienfrevel von Enns verwickelte Mesnerin verbrannt, vermutlich an derselben Stelle wie zuvor die Juden. Der Ennser Vorfall diente als Vorwand für die Wiener Gesera, die Vernichtung der jüdischen Gemeinden im Herzogtum Österreich.[4]
- Breslau 1453: Nachdem ein Bauer die Juden in Breslau beschuldigt hatte, einen Hostienfrevel begangen zu haben, wurden am 2. Mai 1453 alle 318 Juden der Stadt ins Gefängnis geworfen. Der erst 13-jährige König Ladislaus von Böhmen setzte den Judenschlächter und Franziskaner Johannes Capistrano zur Untersuchung des Vorfalls ein. 41 Juden wurden auf dem Scheiterhaufen verbrannt und der Rest aus der Stadt ausgewiesen. Das Eigentum der Juden wurde konfisziert. Im Jahre 1926 fand der Historiker Willy Cohn heraus, dass in den Akten der Stadt Breslau viele Dokumente der Beschlagnahmen von 1453 vorhanden waren, die seiner Ansicht nach belegten, dass es bei der Verfolgung und Ermordung der Juden um die Aneignung der Güter der Juden ging. 1455 verfügte Ladislaus als König von Böhmen die Erlaubnis de non tolerandis Judaeis („Privileg zur Nichtduldung der Juden“), die Breslau erlaubte, für „ewige Zeiten“ die Juden aus der Stadt fernzuhalten. Nach Darstellung Cohns dauerte das Verbot nicht allzu lange, da die Juden unter anderem für den Handel mit Polen gebraucht wurden.[5]

- Mecklenburg 1492: Im Sternberger Hostienschänderprozess wurden 27 Juden aus ganz Mecklenburg zum Feuertod verurteilt und verbrannt. Alle Juden mussten Mecklenburg verlassen. Ihr Vermögen wurde von den Herzögen eingezogen und sämtliche Schulden für ungültig erklärt. Die jüdischen Gemeinden außerhalb Mecklenburgs verhängten daraufhin einen Bann über das Land. Dieser verbot es den Juden, fortan sich in Mecklenburg niederzulassen. Erst als Anfang des 18. Jahrhunderts der Bann seine Wirkung verlor, siedelten wieder jüdische Familien in Mecklenburg. Sternberg selbst etablierte sich als Wallfahrtsort. Die Opfergaben teilten sich die römisch-katholische Kirche und die Mecklenburger Herzöge.[6][7][8]

- Mark Brandenburg 1510: Im Berliner Hostienschänderprozess wurden aufgrund von Hostienschändungsvorwürfen und (aus sukzessiver Folter resultierenden) Kindesmordanklagen mehr als 100 Juden aus der Mark Brandenburg und Berlin verhaftet und angeklagt. Sie wurden beschuldigt, Teile der geweihten Hostie in ihre Mazzen eingebacken zu haben. Diese „Beweisstücke“ wurden „entdeckt“ und dann im Brandenburger Dom ausgestellt, jedoch ohne die Resonanz beim gläubigen Volk, die sich der Klerus davon erhofft hatte. Auf dem Neuen Markt in Berlin wurden daraufhin 38 Juden auf einem dreistöckigen Gerüst verbrannt, zwei weitere Juden nach einer Taufe zum Tod durch das Schwert begnadigt und der christliche Dieb der Hostie, der die Verfolgung ausgelöst hatte, gerädert und auf einem eigenen Scheiterhaufen verbrannt. Alle überlebenden Juden mussten eine Urfehde schwören und wurden mit ihren Familien aus der Mark Brandenburg vertrieben.[9]

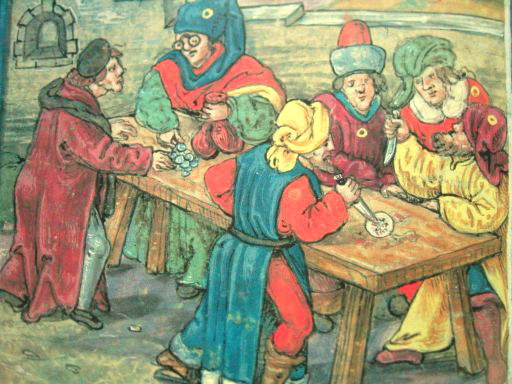
Hostienfrevel von Sternberg 1492. Der Priester Peter Däne verkauft dem Juden Eleasar geweihte Hostien, die von den Juden durchbohrt werden und zu bluten beginnen. Fiktive Darstellung von Diebold Schilling 1513 (Ausschnitt)

Diese Pogrome gingen nicht von der Bevölkerung aus, sondern waren Ergebnis gezielter Intrigen, die bestimmte kirchliche und ständische Interessengruppen vor Ort initiierten. Zahlreiche Druckschriften dokumentierten die angeblichen „Hostienwunder“ weit über Mecklenburg und das damalige Bistum Brandenburg hinaus.

## Vorwürfe gegen sogenannte Hexen
Auch vermeintliche Hexen wurden okkulter oder satanischer Praktiken mit gestohlenen Hostien bezichtigt, etwa im Zusammenhang mit schwarzen Messen. Dies hatte fast immer verheerende Folgen für die so Beschuldigten und führte auch zu ihrer Verfolgung, Vertreibung und Ermordung.

## Hostienfrevel durch Christen
Der Hostienfrevel gilt irrtümlich als ein vornehmlich von Heiden und Randgruppen verübtes fiktives Verbrechen. Die jüngere Forschung weist darauf hin, dass Hostien real geschändet wurden, v. a. im Zusammenhang mit Kriegsverbrechen, was besonders dann der Fall war, wenn es darum ging, den religiösen Kult des Feindes als Götzenwerk bloßzustellen, dessen Altäre und Kirchen man demonstrativ verwüstete. Da der Hostie innerhalb einer „Kultur der Gabe“ eine ganz besondere ideologische Bedeutung zukam, sollte der Gegner auf diese Weise nicht nur materiell, sondern auch ideell entehrt werden.

## Neuzeit
Seit der Reformation im 16. Jahrhundert traten auch in katholischen Ländern kaum noch Anklagen wegen Hostienfrevels auf: Das reformatorische Verständnis des Abendmahls wirkte hier mäßigend auf die christliche Volksfrömmigkeit ein. Dies galt jedoch nicht für die damals ebenso gängigen Ritualmord- und Hostienfrevellegenden: Diese antijudaistischen Stereotype unterstützte der Vatikan unter Papst Pius IX. und Leo XIII. noch im 19. Jahrhundert. Es blieb in einigen Regionen Europas bis weit ins 20. Jahrhundert hinein aktuell.

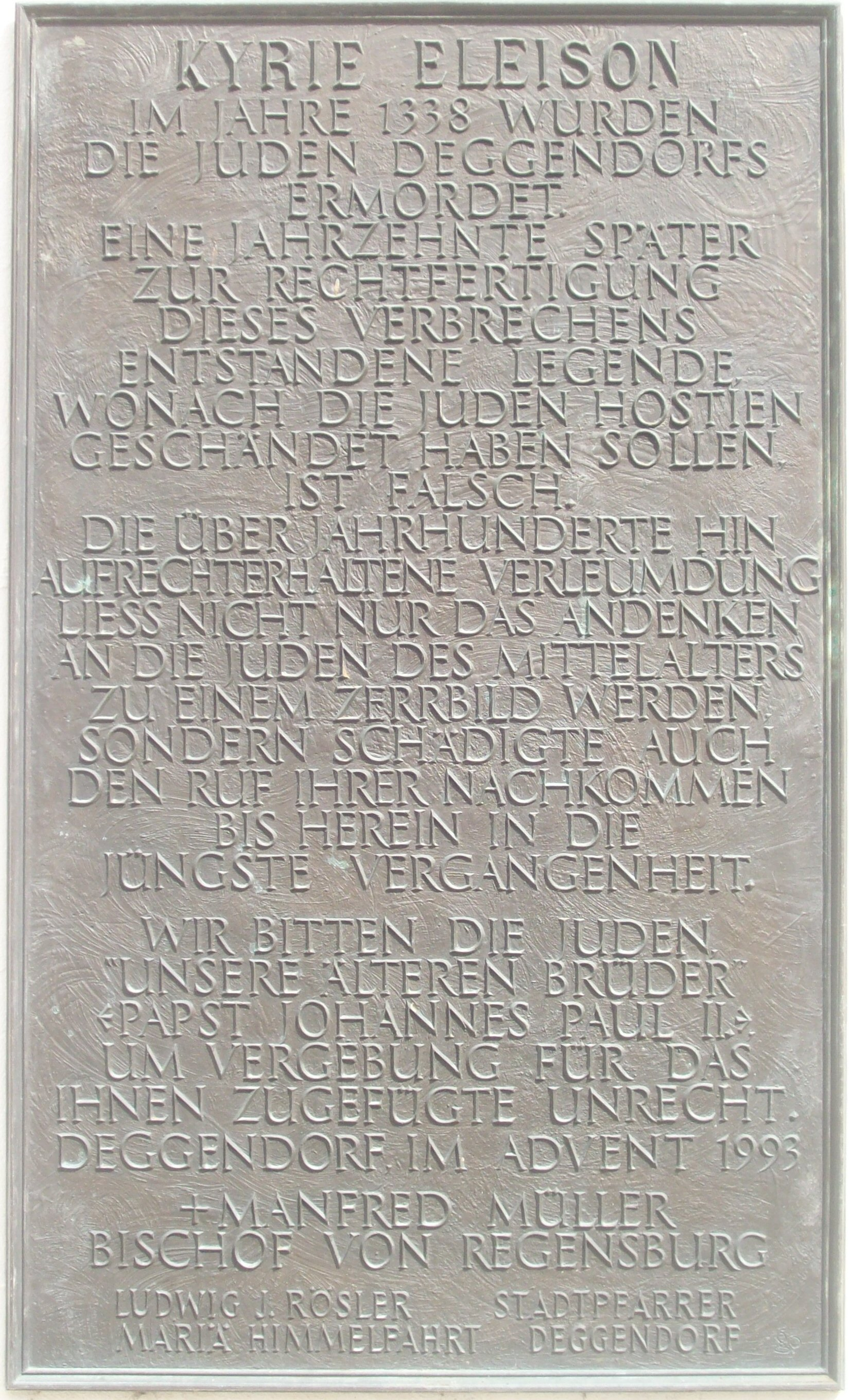
Inschrift an der Deggendorfer Grabkirche (1993)

In Lauda und Iphofen zeigen Wallfahrtskirchen noch heute Bilder, die an die angeblichen Hostienfrevel der Juden zur Zeit der Rintfleisch-Pogrome erinnern sollen. Noch 1960 schrieb ein Benediktinerpater in seinen Geschichtlichen Nachrichten über die hl. Hostien in der Grabkirche zu Deggendorf:

„Betrachtet man die vorgeführten Tatsachen, und wie ununterbrochen Groß und Klein, Hoch und Nieder, Geistlich und Weltlich aus der Nähe und Ferne dem in der Grabkirche aufbewahrten hl. Fronleichnam so mannigfach ihre Anbetung und Verehrung zollten, so ist der Wahnwitz derjenigen nicht leicht zu begreifen, welche in neuerer Zeit das hl. Mirakel als Unsinn und Schwindel verhöhnen, und die Andacht und Wallfahrt zu ihm als Verherrlichung des Judenmordes ausschreien.“

Erst aufgrund der von kirchlichen Kreisen veranlassten Doktorarbeit Manfred Eders wurde die Wallfahrt 1992 eingestellt. 1993 ließ Bischof Manfred Müller eine Tafel anbringen, deren Inschrift den Hostienfrevel ausdrücklich als Legende zur Rechtfertigung eines Verbrechens bezeichnet und die Juden um Vergebung für das ihnen zugefügte Unrecht bittet.